# Billet de 10 francs Mineur
Pour les articles homonymes, voir 10 francs.
Recto
Verso
Chronologie
10 francs Minerve 10 nouveaux francs Richelieu
Le 10 francs Mineur est un billet de banque français créé le 11 septembre 1941, émis à partir du 11 novembre 1943 par la Banque de France. Il remplace le 10 francs Minerve.

## Historique
Ce billet émerge dans le contexte de l'Occupation allemande. Le Conseil général de la Banque de France voulait développer une gamme évoquant les métiers et les régions, une thématique qui suscita quelques polémiques dans la presse de l'époque (voir le 5 francs Berger).
Dans une première ébauche présentée en 1939 au Conseil général par Jonas, on voyait au recto un soldat portant fusil sur l'épaule.
Même s'il évoque le travail et la famille, deux thèmes chers à Pétain, ce billet trouva cependant grâce auprès du Gouvernement formé à la Libération puisqu'il fut imprimé jusqu'en 1949 et retiré de la circulation en 1951. Il fut privé de cours légal le 1er janvier 1963 pour un tirage total de 515 000 000 d'exemplaires.

## Description
Il a été peint en polychromie par l'un des spécialistes de l'iconographie minière, Lucien Jonas, et gravé par Camille Beltrand et Ernest-Pierre Deloche.
Au recto, dans des teintes à dominante marron et grise, l'on voit à gauche le portrait d'un mineur casqué portant un pic sur l'épaule et, dans le fond, un paysage de coron, entouré de deux statues de mineurs en pieds.
Au verso, dans des teintes à dominante jaune, verte et bleu, l'on voit à droite une paysanne mère de famille couverte d'un foulard blanc et portant son enfant d'un côté et une binette de l'autre, sur fond de clocher et paysage champêtre où passent deux bœufs de trait portant le joug.
La région évoquée est la Lorraine : le filigrane blanc montre en effet le portrait de la Jeanne d'Arc casquée.
Les dimensions sont de 118 mm x 75 mm.